# Valério Teodoro Gomes
Valério Teodoro Gomes (Major Gercino, 9 de novembro de 1894 — Florianópolis, 12 de maio de 1967) foi um político brasileiro.
Filho de Manuel Vicente Gomes e de Amélia Margarida Gomes. Casou com Jorgelina Bastos Gomes, com quem teve filhos.
Foi prefeito municipal de Tijucas, de dezembro de 1937 a junho de 1943.
Foi deputado à Assembleia Legislativa de Santa Catarina na 3ª legislatura (1955 — 1959).